# Библиография Джона Р. Р. Толкина
В данной статье перечислены все опубликованные произведения английского писателя и филолога Джона Рональда Руэла Толкина. Часть из них была опубликована его при жизни, часть — посмертно.

## Художественные произведения

### Книги о Средиземье
1. 1937 «Хоббит, или Туда и обратно» (The Hobbit, or There and Back Again), ISBN 0-618-00221-9 (Houghton Mifflin)
2. 1954—1955 «Властелин колец» (The Lord of the Rings)

1. 1954 «Братство Кольца» (The Fellowship of the Ring): первый том «Властелина колец», ISBN 0-618-00222-7 (Houghton Mifflin)
2. 1954 «Две крепости» (The Two Towers): второй том «Властелина колец», ISBN 0-618-00223-5 (Houghton Mifflin)
3. 1955 «Возвращение короля» (The Return of the King): третий том «Властелина колец», ISBN 0-618-00224-3 (Houghton Mifflin)

#### Книги стихов
1. 1962 «Приключения Тома Бомбадила» (The Adventures of Tom Bombadil and Other Verses from the Red Book)
2. 1967 «Дорога вдаль и вдаль идёт» (The Road Goes Ever On) (с Дональдом Суонном) вокальный цикл

#### Книги, изданные посмертно
- 1974 «Последняя песня Бильбо» (Bilbo’s Last Song)
- 1975 «Гид по именам во „Властелине колец“» (Guide to the Names in The Lord of the Rings), опубликован в книге A Tolkien Compass Джареда Лобделла. Составлен Джоном Р. Р. Толкином для использования переводчиками «Властелина колец». Полная версия «Гида» под названием «Номенклатура „Властелина колец“» (Nomenclature of The Lord of the Rings) была опубликована в 2005 году в книге The Lord of the Rings: A Reader’s Companion Уэйна Дж. Хаммонда и Кристины Скалл, ISBN 0-618-64267-6
- 1977 «Сильмариллион» (The Silmarillion) под редакцией Кристофера Толкина и при содействии Гэвриела Гая Кея. ISBN 0-618-12698-8 (Houghton Mifflin)
- 1980 «Неоконченные предания Нуменора и Средиземья» (Unfinished Tales of Númenor and Middle-earth) под редакцией Кристофера Толкина, ISBN 0-618-15405-1 (Houghton Mifflin)
- 1983—1996 «История Средиземья» (The History of Middle-earth) под редакцией Кристофера Толкина:

1. «Книга утраченных сказаний. Часть 1» (The Book of Lost Tales. Part I) (1983)
2. «Книга утраченных сказаний. Часть 2» (The Book of Lost Tales. Part II) (1984)
3. «Песни Белерианда» (The Lays of Beleriand) (1985)
4. «Устроение Средиземья» (The Shaping of Middle-earth) (1986)
5. «Утраченный путь и другие произведения» (The Lost Road and Other Writings) (1987)
6. «Возвращение Тени» (The Return of the Shadow), первый том «Истории „Властелина колец“» (1988)
7. «Измена Изенгарда» (The Treason of Isengard), второй том «Истории „Властелина колец“» (1989)
8. «Война Кольца» (The War of the Ring), третий том «Истории „Властелина колец“» (1990)
9. «Саурон поверженный» (Sauron Defeated), четвёртый том «Истории „Властелина колец“», включает в себя «Записки клуба „Мнение“» (The Notion Club Papers) (1992)
10. «Кольцо Моргота» (Morgoth’s Ring) («Поздний „Сильмариллион“», том первый) (1993)
11. «Война Самоцветов» (The War of the Jewels) («Поздний „Сильмариллион“», том второй) (1994)
12. «Народы Средиземья» (The Peoples of Middle-earth) (1996)

- 2005 «Гид по именам во „Властелине колец“» (Guide to the Names in The Lord of the Rings) (полная версия), опубликован в книге Уэйна Хаммондаи Критины Скалл «Властелин колец: Компаньон читателя» (The Lord of the Rings: A Reader’s Companion) ISBN 0-618-64267-6. Гид был опубликован под названием «Номенклатура „Властелина колец“» (Nomenclature of The Lord of the Rings). Составлен Джоном Р. Р. Толкином для использования переводчиками «Властелина колец», отредактированная версия «Гида» 1975 года (см. выше).
- 2007 «Дети Хурина» (The Children of Húrin) под редакцией Кристофера Толкина
- 2007 «История „Хоббита“» (The History of The Hobbit) под редакцией Джона Д. Рейтлиффа, содержит ранее неопубликованные черновики «Хоббита»
- 2017 «Берен и Лутиэн» (Beren and Lúthien) под редакцией Кристофера Толкина[1][2]
- 2018 «Падение Гондолина» (The Fall of Gondolin) под редакцией Кристофера Толкина[3][4]
- 2021 «Природа Средиземья» (The Nature of Middle-earth) под редакцией Карла Ф. Хостеттера[5]
- 2022 «Падение Нуменора» (The Fall of Númenor) под редакцией Брайана Сибли[6][7]
- 2024 «Собрание стихотворений Дж. Р. Р. Толкина[англ.]» под редакцией Кристины Скалл и Уэйна Дж. Хаммонда

### Рассказы и сборники коротких историй
- 1945 «Лист кисти Ниггля» (Leaf by Niggle) (рассказ), опубликован в журнале The Dublin Review
- 1945 «Баллада об Аотру и Итрун» (The Lay of Aotrou and Itroun) (поэма), опубликована в журнале The Welsh Review
- 1949 «Фермер Джайлс из Хэма» (Farmer Giles of Ham) (сказка)
- 1953 «Возвращение Беортнота, сына Беортхельма» (The Homecoming of Beorhtnoth Beorhthelm’s Son) (историческая пьеса, написанная аллитерационным стихом)
- 1964 «Дерево и лист[англ.]» (Tree and Leaf) (включает в себя эссе «О волшебных сказках[англ.]» и «Лист кисти Ниггля»)
- 1966 «Читатель Толкина[англ.]» (The Tolkien Reader) (включает в себя «Возвращение Беортнота, сына Беортхельма», « О волшебных сказка», «Лист кисти Ниггля», «Фермер Джайлс из Хэма» и «Приключения Тома Бомбадила»)
- 1967 «Кузнец из Большого Вуттона» (Smith of Wootton Major) (рассказ), опубликован в иллюстрированной брошюре

## Поэзия
Если не указано иное, год означает дату сочинения.
- The Battle of the Eastern Field 1911
- From the many-willow’d margin of the immemorial Thames 1913
- The Voyage of Eärendel the Evening Star (The Book of Lost Tales Part II 267—269) 1914
- The Bidding of the Minstrel 1914 (The Book of Lost Tales Part II 261f., 269f.)
- Tinfang Warble 1914 (The Book of Lost Tales Part I 107f.)
- Goblin Feet[англ.] 1915
- You and Me / and the Cottage of Lost Play 1915 (The Book of Lost Tales Part I 27f.)
- Kôr 1915, опубликовано под названием The City of the Gods (The Book of Lost Tales Part I 136)
- Kortirion among the Trees 1915 (переработано в 1937 и в 1960-е годы под названием The Trees of Kortirion)
- Over Old Hills and Far Away 1915
- A Song of Aryador 1915
- The Shores of Elfland 1915
- Habbanan beneath the Stars 1916
- The Sorrowful City 1916
- The Song of Eriol 1917 (The Book of Lost Tales Part II 298ff.)
- The Horns of Ulmo 1917
- The Happy Mariners, опубликовано в 1920 году, создано в 1915 году
- The Children of Húrin (начало сочинения — 1920 год или ранее, продолжалось до 1925 года) (The Lays of Beleriand)
- The Clerke’s Compleinte 1922
- Iúmonna Gold Galdre Bewunden 1923
- The Eadigan Saelidan 1923
- Why the Man in the Moon Came Down Too Soon 1923
- Enigmata Saxonic — a Nuper Inventa Duo 1923
- The Cat and the Fiddle: A Nursery-Rhyme Undone and its Scandalous Secret Unlocked 1923
- An Evening in Tavrobel 1924
- The Lonely Isle 1924
- The Princess Ni 1924
- Light as Leaf on Lindentree 1925
- The Flight of the Noldoli from Valinor 1925 (The Lays of Beleriand)
- The Lay of Leithian 1925—1931 (The Lays of Beleriand)
- The Lay of Eärendel 1920s (The Lays of Beleriand)
- The Nameless Land 1926
- Adventures in Unnatural History and Mediaeval Metres, being the Freaks of Fisiologus 1927:
  - Fastitocalon[англ.]
  - Iumbo
- Tinfang Warble, опубликовано в 1927 году, создано в 1914 году
- Mythopoeia[англ.], около 1931 года (опубликовано в книге Tree and Leaf)[a]
- Progress in Bimble Town 1931
- Errantry[англ.] 1933
- Firiel 1934
- Looney 1934
- Songs for the Philologists[англ.], совместно с Э. В. Гордоном, опубликовано в 1936 году:
  - Bagme Bloma[англ.][b]
  - Éadig Béo þu![b]
  - Frenchmen Froth
  - From One to Five
  - I Sat upon a Bench
  - Ides Ælfscýne[b]
  - La Húru
  - Lit and Lang
  - Natura Apis: Morali Ricardi Eremite
  - Ofer Wídne Gársecg[b]
  - The Root of the Boot
  - Ruddoc Hana
  - Syx Mynet
- The Road Goes Ever On в книге «Хоббит, или Туда и обратно», 1937, и три другие версии во «Властелине колец», 1954—1955
- The Dragon’s Visit 1937
- Knocking at the Door: Lines induced by sensations when waiting for an answer at the door of an Exalted Academic Person 1937
- The Lay of Aotrou and Itroun, опубликована в журнале Welsh Review, декабрь 1945
- Imram (The Death of St. Brendan) 1946 (опубликовано в Time and Tide, декабрь 1955, Sauron Defeated 261ff, 296ff)
- Эльфийские переводы католических молитв (публиковались под редакцией Уинна, Смита, Карла Ф. Фостеттера в журналах Vinyar Tengwar 43, 44, 2002), созданы в 1950-е годы:
  - Ataremma versions (Pater Noster на квенья) версии I—VI
  - Aia María (Ave Maria на квенья) версии I—VI
  - Litany of Loreto на квенья
  - Ortírielyanna (Sub tuum praesidium[англ.] на квенья)
  - Alcar i Ataren (Gloria Patri на квенья)
  - Alcar mi tarmenel na Erun (Gloria in Excelsis Deo на квенья)
  - Ae Adar Nín (Pater Noster на синдарине)
- The Homecoming of Beorhtnoth Beorhthelm’s Son 1953
- A Walking Song[англ.] из романа «Властелин колец», 1954—1955
- The Adventures of Tom Bombadil, опубликовано в 1962 году:
  - The Adventures of Tom Bombadil
  - Bombadil Goes Boating
  - Errantry[англ.]
  - Little Princess Mee
  - The Man in the Moon Stayed Up Too Late[англ.]
  - The Man in the Moon Came Down Too Soon
  - The Stone Troll
  - Perry-the-Winkle
  - The Mewlips
  - Oliphaunt
  - Fastitocalon[англ.]
  - The Cat
  - Shadow-Bride
  - The Hoard
  - The Sea-Bell[англ.]
  - The Last Ship
- Once upon a time 1965
- Bilbo’s Last Song 1966 (впервые опубликовано в 1974)
- For W. H. A. 1967
- King Sheave 1987 в The Lost Road and Other Writings
- Narqelion, опубликовано в 1988 году в журнале Mythlore

## Академические и прочие работы
- 1919—1920 вклад в работу над «Оксфордским словарём английского языка», описанный в книге «Кольцо слов: Толкин и Оксфордский словарь английского языка[англ.]» (The Ring of Words: Tolkien and the Oxford English Dictionary)
- 1922 «Среднеанглийский словарь» (A Middle English Vocabulary), Оксфорд, Clarendon Press, 168 pp.
- 1925 «Сэр Гавейн и Зелёный Рыцарь» (Sir Gawain and the Green Knight), совместно с Е. В. Гордоном, Oxford University Press, 211 pp.; исправленное издание в 1967 году, Oxford, Clarendon Press, 232 pp.
- 1925 «Некоторый вклад в среднеанглийскую лексикографию» (Some Contributions to Middle-English Lexicography), опубликовано в академическом журнале The Review of English Studies, volume 1, no, 2, pp, 210—215.
- 1925 «Дьявольские каретные лошади» (The Devil’s Coach Horses), опубликовано в академическом журнале The Review of English Studies, volume 1, no, 3, pp, 331—336.
- 1929 «Экрин Уисс и Хали Мейтхад» (Ancrene Wisse and Hali Meiðhad), опубликовано в академическом журнале Essays and Studies by members of the English Association, Oxford, volume 14, pp, 104—126.
- 1932 «Имя „Ноденс“» (The Name 'Nodens' ), статья о Ноденсе, опубликованная в сборнике Report on the Excavation of the Prehistoric, Roman, and Post-Roman Site in Lydney Park, Gloucestershire, Oxford, University Press for The Society of Antiquaries.
- 1932—1934 Земля Сигелвары[англ.] в двух частях, журнал Medium Aevum, Oxford, volume 1, no, 3 (декабрь 1932), pp 183—196 и volume 3, no, 2 (июнб 1934), pp 95—111.
- 1934 «Чосер как филолог: Рассказ мажордома» (Chaucer as a Philologist: The Reeve’s Tale) в журнале Transactions of the Philological Society, London, pp 1–70 (анализ диалектного юмора в рассказе из сборника Джефри Чосера «Кентерберийские рассказы»)
- 1937 «„Беовульф“: Чудовища и критики[англ.]» (Beowulf: The Monsters and the Critics), London, Humphrey Milford, 56 pp. (публикация лекции Толкина 1936 года о литературной критике поэмы «Беовульф»)
- 1939 «Чосер как филолог: Рассказ мажордома» (версия, готовая для цитирования «для летних занятий»), Oxford, 14 pp.
- 1939 «О волшебных сказках[англ.]» (On Fairy-Stories), лекция о сказках как о литературной форме; расширенная версия этой лекции в виде эссе была опубликована в 1947 году.
- 1944 Сэр Орфео[англ.] (Sir Orfeo), Oxford, The Academic Copying Office, 18 pp (перевод средневековой поэмы со среднеанглийского языка)
- 1947 «О волшебных сказках[англ.]» (On Fairy-Stories), эссе, опубликовано в сборнике Essays presented to Charles Williams, Oxford University Press.
- 1953 «Офермод» и «Смерть Беортнота» (Ofermod, Beorhtnoth’s Death), два эссе, опубликованные с поэмой «Возвращение Беортнота, сына Беортхельма» (The Homecoming of Beorhtnoth Beorhthelm’s Son) в сборнике Essays and Studies by members of the English Association, volume 6.
- 1953 "Среднеанглийский «обманщик»: очерк этимологического и семантического исследования (Middle English «Losenger»: Sketch of an etymological and semantic enquiry), опубликован в сборнике Essais de philologie moderne: Communications présentées au Congrès International de Philologie Moderne (1951), Les Belles Lettres.
- 1958 «Древнеанглийский Аполлоний Тирский» (The Old English Apollonius of Tyre), Oxford University Press — редакционное вступительное примечание
- 1962 «Энкрин Уисс[англ.]: Английский текст Энкрин Риули» (Ancrene Wisse: The English Text of the Ancrene Riwle), Early English Text Society, Oxford University Press.
- 1963 «Английский и валлийский[англ.]» (English and Welsh), лекция в сборнике Angles and Britons: O’Donnell Lectures, University of Cardiff Press.
- 1964 Вступление в книге «Дерево и лист[англ.]» (Tree and Leaf) с историей сочинения рассказа «Лист кисти Ниггля» и эссе «О волшебных сказках».
- 1966 Вклад в «Иерусалимскую Библию» (Jerusalem Bible) (как переводчик и лексикограф)
- 1966 Предисловие ко второму изданию «Властелина колец» (The Lord of the Rings), в котором Толкин комментирует разнообразную реакцию на его роман, сообщает о мотивах, побудивших его написать эту книгу и о своём отношении к аллегории.
- 1966 «Толкин о Толкине» (Tolkien on Tolkien), автобиографическая публикация
- 1969 «Реки и холмы Гондора» (The Rivers and Beacon-Hills of Gondor)[c]

## Посмертные публикации
- 1975 Переводы поэм «Сэр Гавейн и Зелёный Рыцарь» (Sir Gawain and the Green Knight), «Жемчужина» (Pearl) и «Сэр Орфео[англ.]» (Sir Orfeo)
- 1976 «Письма Рождественского Деда» (The Father Christmas Letters) под редакцией невестки Толкина Бейлли Толкин
- 1980 «Поэмы и истории» (Poems and Stories), сборник, включающий в себя такие произведения как «Приключения Тома Бомбадила», «Возвращение Беортнота, сына Беортхельма», «О волшебных сказках», «Лист кисти Ниггля», «Фермер Джайлс из Хэма» и «Кузнец из Большого Вуттона»
- 1981 «Письма Дж. Р. Р. Толкина» (The Letters of J. R. R. Tolkien) (под редакцией Кристофера Толкина и Хамфри Карпентера)
- 1981 «Древнеанглийский „Исход“: Текст, перевод и комментарии Дж. Р. Р. Толкина» (The Old English «Exodus» Text, translation and commentary by J. R. R. Tolkien) под редакцией Джоана Тервилла-Петре. Clarendon Press, Oxford
- 1982 «Финн и Хенгест[англ.]»
- 1982 «Мистер Блисс» (Mr. Bliss)
- 1983 «Чудовища и критики» (The Monsters and the Critics), сборник эссе
  - "«Беовульф»: Чудовища и критики[англ.] " (Beowulf: The Monsters and the Critics) (1936)
  - «О переводе „Беовульфа“[англ.]» (On Translating Beowulf) (1940)
  - «О волшебных сказках[англ.]» (On Fairy-Stories) (1947)
  - «Тайный изъян» (A Secret Vice) (1930)
  - «Английский и валлийский[англ.]» (English and Welsh) (1955)
- 1995 «Дж. Р. Р. Толкин: Художник и иллюстратор[англ.]» (J. R. R. Tolkien: Artist and Illustrator) — собрание иллюстраций Джона Р. Р. Толкина
- 1998 «Роверандом» (Roverandom)
- 2002 «Сборник Толкина» (A Tolkien Miscellany) — собрание произведений «Кузнец из Большого Вуттона», «Фермер Джайлс из Хэма», «Приключения Тома Бомбадила», «Дерево и лист», а также переводов Толкина «Сэр Гавейн и Зелёный Рыцарь», «Жемчужина» и «Сэр Орфео»)[8]
- 2002 «Беовульф и критики» (Beowulf and the Critics) под редакцией Майкла Драута
- 2008 «Истории из опасного королевства» (Tales from the Perilous Realm) — сборник, включающий в себя произведения «Роверандом», «Фермер Джайлс из Хэма», «Приключения Тома Бомбадила», «Кузнец из Большого Вуттона», «Лист кисти Ниггля» и «О волшебных сказках»
- 2009 «Легенда о Сигурде и Гудрун» (The Legend of Sigurd and Gudrún)
- 2013 «Падение Артура» (The Fall of Arthur) — неоконченная поэма о короле Артуре, под редакцией Кристофера Толкина[9]
- 2014 «Беовульф: Перевод и комментарии[англ.]» (Beowulf: A Translation and Commentary) (под редакцией Кристофера Толкина)[10]
- 2015 «История Куллерво» (The Story of Kullervo) (под редакцией Верлин Флигер)[11]
- 2016 «Тайный изъян» (A Secret Vice)
- 2016 «Баллада об Аотру и Итрун» (The Lay of Aotrou and Itroun), впервые опубликована в журнале Welsh Review (1945)
- 2023 «Битва при Малдоне: вместе с возвращением Беортнота» (The Battle of Maldon: together with The Homecoming of Beorhtnoth)

## Искусственные языки
Существует большое количество текстов Джона Р. Р. Толкина, посвящённых разработанным им языкам, в особенности эльфийским языкам квенья и синдарин. Многие из этих текстов были опубликованы в журналах Vinyar Tengwar и Parma Eldalamberon.
- 1989 «The Plotz Quenya Declensions», впервые опубликован частично в журнале Beyond Bree, позднее вышла полная версия в Vinyar Tengwar 6, p, 14.
- 1991 «Koivieneni Sentence», Vinyar Tengwar 14, pp, 5—20.
- 1992 «New Tengwar Inscription», Vinyar Tengwar 21, p, 6.
- 1992 «Liège Tengwar Inscription», Vinyar Tengwar 23, p, 16.
- 1993 «Two Trees Sentence», Vinyar Tengwar 27, pp, 7—42.
- 1993 «Koivieneni Manuscript», Vinyar Tengwar 27, pp, 7—42.
- 1993 «The Bodleian Declensions», Vinyar Tengwar 28, pp, 9—34.
- 1994 «The Entu Declension», Vinyar Tengwar 36, pp, 8—29.
- 1995 «Gnomish Lexicon», Parma Eldalamberon 11.
- 1995 «Rúmilian Document», Vinyar Tengwar 37, pp, 15—23.
- 1998 «Qenya Lexicon», Parma Eldalamberon 12.
- 1998 «Osanwe-kenta, Enquiry into the communication of thought», Vinyar Tengwar 39.
- 1998 «From Quendi and Eldar, Appendix D», Vinyar Tengwar 39, pp, 4—20.
- 1999 «Narqelion», Vinyar Tengwar 40, pp, 5—32.
- 2000 «Etymological Notes: Osanwe-kenta», Vinyar Tengwar 41, pp, 5—6.
- 2000 «From The Shibboleth of Fëanor» (написано около 1968 года), Vinyar Tengwar 41, pp, 7—10.
- 2000 «Notes on Óre», Vinyar Tengwar 41, pp, 11—19.
- 2000 «Merin Sentence», Tyalie Tyalieva 14, pp, 32—35.
- 2001 «The Rivers and Beacon-hills of Gondor» (написано в 1967—1969), Vinyar Tengwar 42, pp, 5—31.
- 2001 «Essay on negation in Quenya», Vinyar Tengwar 42, pp, 33—34.
- 2001 «Goldogrim Pronominal Prefixes», Parma Eldalamberon 13, p, 97.
- 2001 «Early Noldorin Grammar», Parma Eldalamberon 13, pp, 119—132.
- 2002 «Words of Joy: Five Catholic Prayers in Quenya (Part One)», Vinyar Tengwar 43:
  - Ataremma (Pater Noster на квенья) версии I—VI, pp. 4–26.
  - Aia María (Ave Maria на квенья) версии I—VI, pp. 26–36.
  - Alcar i Ataren (Gloria Patri на квенья), pp. 4–26.
- 2002 «Words of Joy: Five Catholic Prayers in Quenya (Part Two)», Vinyar Tengwar 44:
  - Litany of Loreto на квенья, pp. 11–20.
  - Ortírielyanna (Sub tuum praesidium[англ.] на квенья), pp. 5–11.
  - Alcar mi tarmenel na Erun (Gloria in Excelsis Deo на квенья), pp. 31–38.
  - Ae Adar Nín (Pater Noster на синдарине), pp. 21–30.
- 2003 «Early Qenya Fragments», Parma Eldalamberon 14.
- 2003 «Early Qenya Grammar», Parma Eldalamberon 14.
- 2003 «The Valmaric Scripts», Parma Eldalamberon 14.
- 2004 «Sí Qente Feanor and Other Elvish Writings», под редакцией Smith, Gilson, Wynne, and Welden, Parma Eldalamberon 15.
- 2005 «Eldarin Hands, Fingers & Numerals (Part One)», под редакцией Patrick H. Wynne. Vinyar Tengwar 47, pp, 3—43.
- 2005 «Eldarin Hands, Fingers & Numerals (Part Two)», под редакцией Patrick H. Wynne. Vinyar Tengwar 48, pp, 4—34.
- 2006 «Pre-Fëanorian Alphabets», Part 1, ed. Smith, Parma Eldalamberon 16.
- 2006 «Early Elvish Poetry: Oilima Markirya, Nieninqe and Earendel», под редакцией Gilson, Welden, and Hostetter, Parma Eldalamberon 16.
- 2006 «Qenya Declensions», «Qenya Conjugations», «Qenya Word-lists», под редакцией Gilson, Hostetter, Wynne, Parma Eldalamberon 16.
- 2007 «Eldarin Hands, Fingers & Numerals (Part Three)», под редакцией Patrick H. Wynne. Vinyar Tengwar 49, pp, 3—37.
- 2007 «Five Late Quenya Volitive Inscriptions», Vinyar Tengwar 49, pp, 38—58.
- 2007 «Ambidexters Sentence», Vinyar Tengwar 49.
- 2007 «Words, Phrases and Passages in Various Tongues in The Lord of the Rings», под редакцией Gilson, Parma Eldalamberon 17.
- 2009 «Tengwesta Qenderinwa», ed. Gilson, Smith and Wynne, Parma Eldalamberon 18.
- 2009 «Pre-Fëanorian Alphabets, Part 2», Parma Eldalamberon 18.
- 2010 «Quenya Phonology», Parma Eldalamberon 19.
- 2010 «Comparative Tables», Parma Eldalamberon 19.
- 2010 «Outline of Phonetic Development», Parma Eldalamberon 19.
- 2010 «Outline of Phonology», Parma Eldalamberon 19.
- 2012 «The Quenya Alphabet», Parma Eldalamberon 20.
- 2013 «Qenya: Declension of Nouns», Parma Eldalamberon 21.
- 2013 «Primitive Quendian: Final Consonants», Parma Eldalamberon 21.
- 2013 «Common Eldarin: Noun Structure», Parma Eldalamberon 21.
- 2015 «The Fëanorian Alphabet, Part 1», Parma Eldalamberon 22.
- 2015 «Quenya Verb Structure», Parma Eldalamberon 22.
- 2024 «The Fëanorian Alphabet, Part 2», Parma Eldalamberon 23.
- 2024 «Eldarin Pronouns», Parma Eldalamberon 23.

## Аудиозаписи
- 1967 «Поэмы и песни Средиземья» (Poems and Songs of Middle-earth), Caedmon TC 1231
- 1975 «Дж. Р. Р. Толкин читает и поёт свой „Хоббит“ и „Властелин колец“») (J. R. R. Tolkien Reads and Sings His The Hobbit and The Lord of the Rings), Caedmon TC 1477, TC 1478 (на основании записи, сделанной Джоджем Сойером в августе 1952 года)

## Иллюстрации
- 1979 «Рисунки Дж. Р. Р. Толкина» (Pictures by J.R.R. Tolkien), George Allen & Unwin (автор текста — Кристофер Толкин), ISBN 0047410035, 2nd edition 1992.
- 1995 «Дж. Р. Р. Толкин: Художник и иллюстратор» (J. R. R. Tolkien: Artist & Illustrator) (автор текста — Уэйн Дж. Хаммонд и Кристина Скалл)
- 2011 «Иллюстрации „Хоббита“ Дж. Р. Р. Толкина» (The Art of The Hobbit by J. R. R. Tolkien) (автор текста — Уэйн Дж. Хаммонд и Кристина Скалл)
- 2015 «Иллюстрации „Властелина колец“ Дж. Р. Р. Толкина» (The Art of The Lord of the Rings by J. R. R. Tolkien) (автор текста — Уэйн Дж. Хаммонд и Кристина Скалл)

## Комментарии
1. ↑  Неоднократно публиковалось в других изданиях, например в британском издании Tree and Leaf 1999 года.
2. 1 2 3 4  Также опубликовано в книге Тома Шиппи «Дорога в Средиземье», Grafton, 1992. pp 303—309.
3. ↑  Это эссе не было закончено и целиком не публиковалось, хотя отрывки из него были опубликованы в «Неоконченных преданиях Нуменора и Средиземья», а оставшиеся отрывки публиковались в 42-м выпуске журнала Vinyar Tengwar в 2001 году.